# هنگ پنجاب
هنگ پنجاب (انگلیسی: Punjab Regiment) یک هنگ پیاده‌نظام نیروی زمینی پاکستان است. این هنگ نام خود را از منطقه پنجاب گرفته است که اکنون به ایالت پنجاب (پاکستان) و ایالت پنجاب (هند)، هاریانا و هیماچال پرادش در هند تقسیم شده است. این هنگ در سال ۱۹۵۶ و پس از ادغام هنگ‌های اول، چهاردهم، پانزدهم و شانزدهم پنجاب که پس از تجزیه هند به قلمرو پاکستان از ارتش هند بریتانیا به ارث رسیده بودند، به شکل فعلی خود درآمد. از آن زمان، این هنگ به ۶۳ گردان گسترش یافته است.
این یگان قدیمی‌ترین هنگ در ارتش پاکستان است که سابقه آن به سال ۱۷۵۱، در زمان سلطنت امپراتوری گورکانی، بازمی‌گردد. گردان‌های این هنگ سابقه درخشانی در خدمت نظامی دارند که شامل ظهور و افول حکومت استعماری بریتانیا در جنوب آسیا، جنگ جهانی اول و جنگ جهانی دوم، همچنین پس از استقلال پاکستان می‌شود.